# Tamopsis darlingtoniana
Tamopsis darlingtoniana là một loài nhện trong họ Hersiliidae. T. darlingtoniana được miêu tả năm 1987 bởi Martin Baehr & Barbara Baehr.